# ベルリアン・ナピトゥプル
ベルリアン・ナピトゥプル（インドネシア語: Berlian Napitupulu、朝鮮語: 베를리안 나삐뚜뿔루）は、インドネシアの外交官、大使。
2016年9月から2019年1月にかけて、在ダバオインドネシア総領事を務めた。
2019年2月13日、ジョコ・ウィドド大統領より在朝鮮民主主義人民共和国大使を拝命する。同年10月3日、万寿台議事堂で最高人民会議常任委員会の崔竜海委員長に信任状を捧呈し、駐朝大使として正式に着任した。